# Sicile (province romaine)
Pour les articles homonymes, voir Sicile (homonymie).

La province romaine de Sicile au sein de l'Empire romain en 125

La Sicile a été une province de la Rome antique depuis la chute de Syracuse en 211 av. J.-C. jusqu'à l'invasion de l'île par les Vandales en 440 apr. J.-C., suivi de la reconquête byzantine en 533 apr. J.-C. Elle fait partie aujourd'hui de l'Italie. 

## Période pré-romaine
Les plus anciens peuples de Sicile sont les Élymes dans l'Est de l'île, les Sicanes dans le centre, et les Sicules dans la partie orientale, ces derniers probablement venus du continent en repoussant vers l'Ouest de l'île les occupants plus anciens. Ce sont eux qui donnèrent son nom au pays.
La Sicile fut ensuite colonisée par les Phéniciens, les Carthaginois et les Grecs, qui y ont laissé de nombreux vestiges.

## Romanisation de l'île
Depuis la mort d'Agathocle de Syracuse en 289 av. J.-C., les colonies grecques de l'île sont divisées, en opposition avec des révoltes telle celle des Mamertins et ont du mal à résister à la pression des Carthaginois qui disposent de comptoirs alliés dans la partie occidentale de l'île et à Lipari. De leur côté, les Romains qui ont résisté à l'expédition de Pyrrhus (280-275 av. J.-C.) et unifié l'Italie sous leur domination entrent en contact avec les colonies de la Grande Grèce.

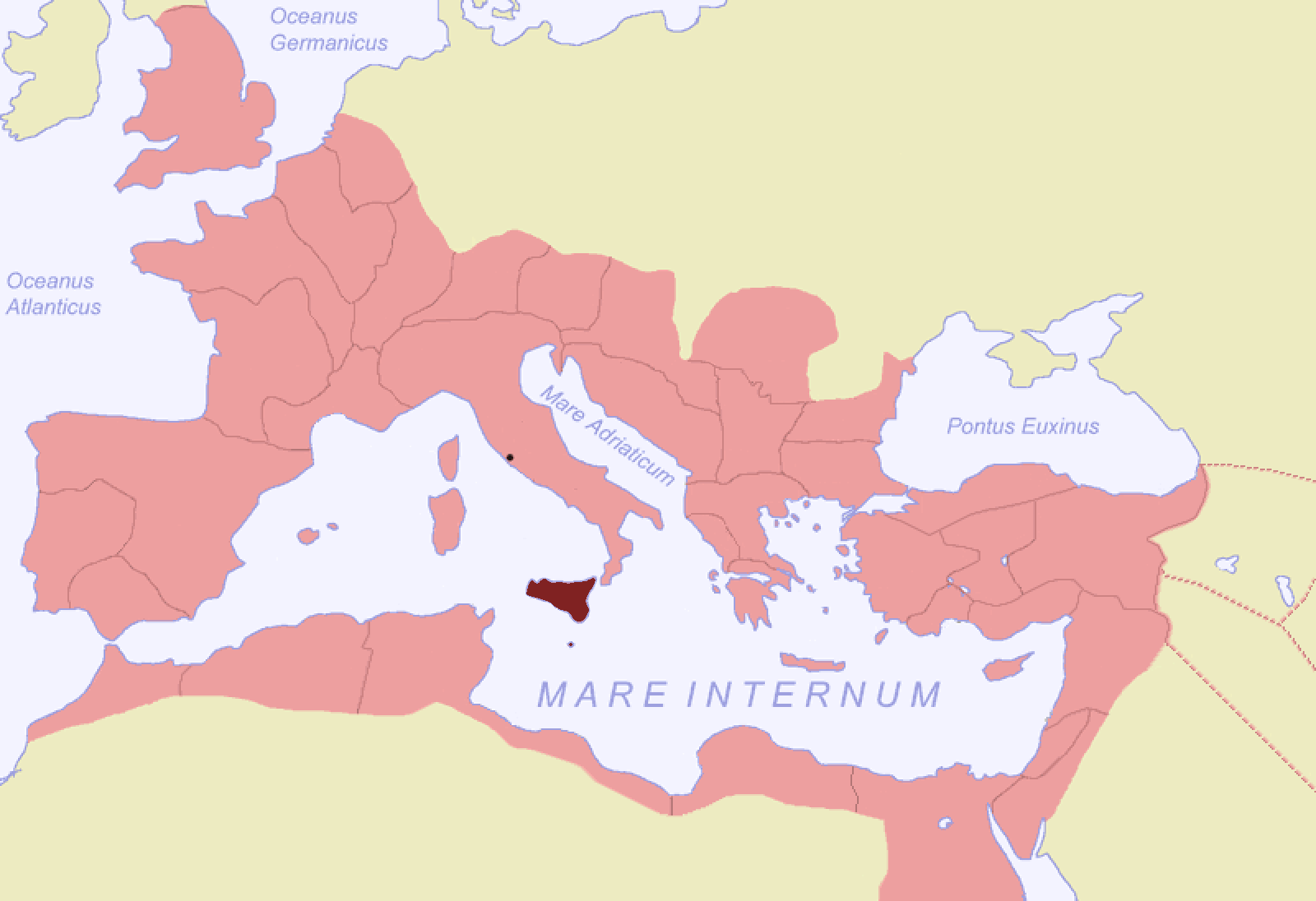
Carte de la province romaine de Sicile.

L'enjeu entre l'ancienne puissance carthaginoise et la puissance émergente de Rome est la domination du commerce et des voies maritimes de la Méditerranée occidentale. La possession de la Sicile qui contrôle le détroit de Messine est déterminante et va entraîner les guerres puniques qui ne se termineront que par la destruction de Carthage.

### Sous la République

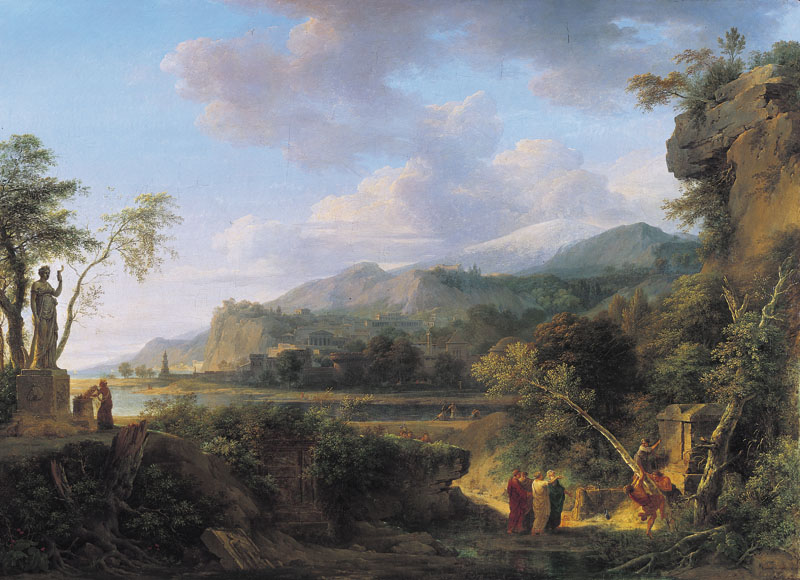
Cicéron découvrant le tombeau d'Archimède, toile de Pierre-Henri de Valenciennes, 1787.

À l'issue de la première guerre punique (264-241), la Sicile tombe aux mains des Romains, devenant dès lors la première province romaine hors de la péninsule italienne. Seule la petite royauté de Syracuse, confiée à Hiéron II qui a choisi finalement l'alliance romaine, conserve une indépendance relative jusqu'à sa chute en 211 après son alliance avec Carthage lors de la deuxième guerre punique et un long siège mené par le consul Marcellus. Le savant Archimède, qui avait construit des machines pour la défense de la ville, est tué pendant l'assaut romain.
La Sicile compte au début de la période entre 600 000 et 1 000 000 d'habitants, dont une dizaine de milliers de citoyens romains seulement. Elle constitue aussi un enjeu économique important. Riche en terres agricoles, la Sicile est pour Rome une importante source de céréales, devenant selon l'expression de Caton l'Ancien, « le grenier à blé du peuple romain ». Les céréales sont cultivées dans des latifundia exploités par une masse d'esclaves. Deux révoltes d'esclaves eurent lieu en Sicile :
- la première menée par Eunus entre 139 av. J.-C. et 132 av. J.-C.
- la seconde, par Salvius Tryphon en 101 av. J.-C..

En revanche la révolte de Spartacus ne touche pas la Sicile, pas plus que celle-ci ne participe à la guerre sociale.
En 70 av. J.-C., Cicéron, jeune orateur, prend la défense des Siciliens contre leur gouverneur Caius Licinius Verres qui, pendant son mandat, avait multiplié les exactions et spoliations aussi bien contre les Siciliens que contre les colons romains. Dans une série de discours, les Verrines, Cicéron, flattant les préjugés de ses auditeurs romains, précise que les Siciliens « ne sont pas comme les autres Grecs » mais qu'ils sont d'honnêtes et laborieux agriculteurs et que s'ils réclament la restitution des sculptures dérobées par Verres, ce n'est pas par amour des objets d'art mais parce qu'il s'agit de dons sacrés déposés dans les temples.
Lors de la guerre civile qui se déclenche au cours du Second triumvirat, la Sicile est la base de la résistance des derniers pompéiens menés par Sextus Pompée, fils de Pompée. Sextus Pompée, soutenu au début par le Sénat romain, tient l'île pendant huit ans. Il est finalement battu par un lieutenant d'Octave en septembre -36 à la bataille de Nauloque, l'une des plus grandes batailles navales de l'Antiquité, au large de Spadafora.

### Sous l'Empire

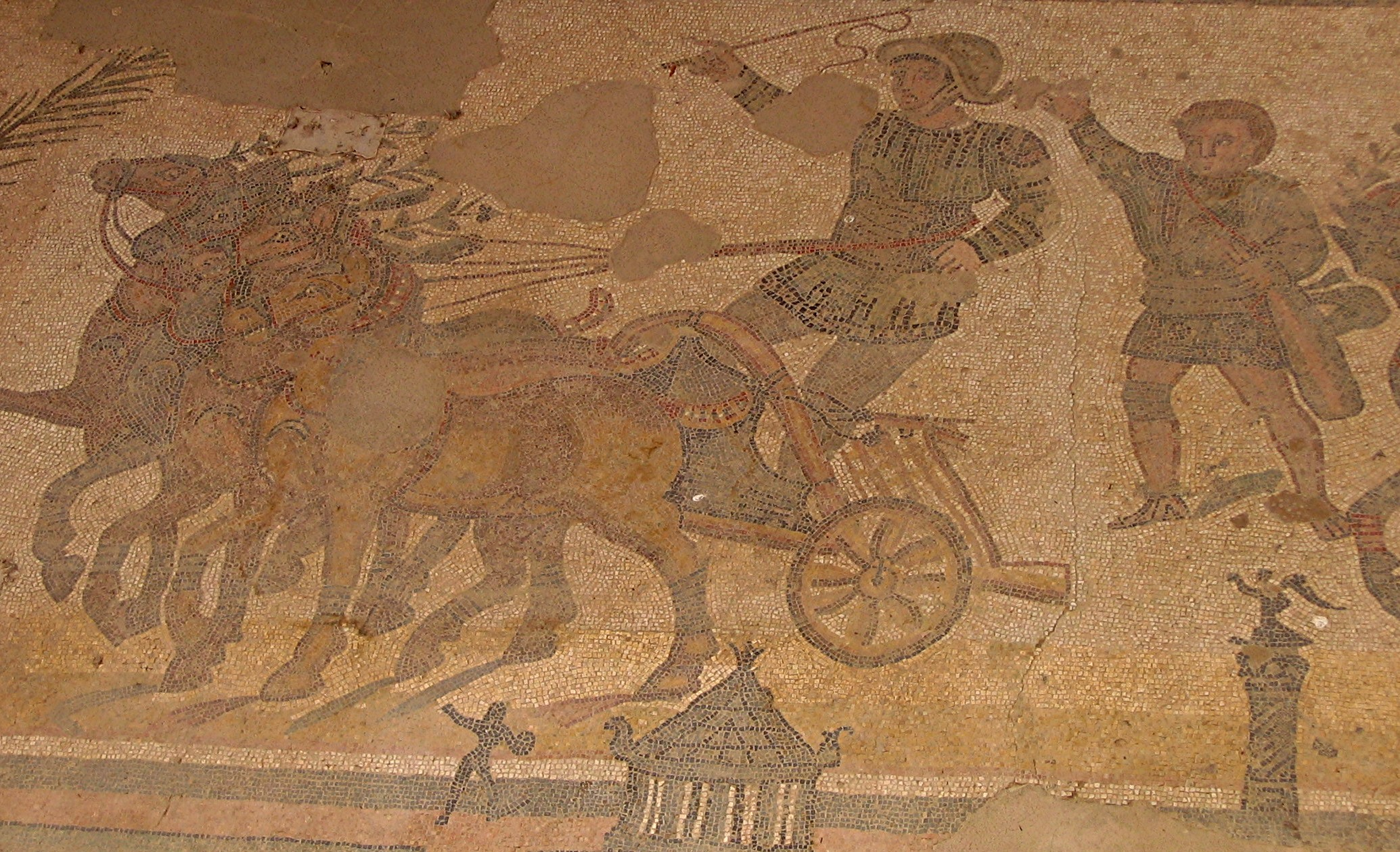
Course de chars, mosaïque de la villa du Casale, IVe s.

Après la reprise en main de l'île par Auguste, l'autorité romaine s'emploie à réprimer le brigandage. Le géographe Strabon raconte avoir assisté au supplice du chef de bande Sélouros, capturé dans la région du mont Etna et livré aux bêtes sur le Forum romain. À l'avènement de l'Empire romain (27 av. J.-C.), la Sicile devient une province sénatoriale. Auguste lui accorde le droit latin et envoie des colons militaires dans plusieurs cités. La Sicile est toujours une terre de grands domaines agricoles et ses élites, qui restent en partie de langue grecque, font construire des thermes, théâtres et nymphées. Elle bénéficie en 212 de l'édit de Caracalla qui accorde la citoyenneté romaine à tous les hommes libres. Pendant la crise du IIIe siècle, en 265, elle connaît une nouvelle révolte d'esclaves et, en 278, Syracuse est mise à sac par une flottille d'aventuriers francs. La christianisation de l'île est mal connue ; la tradition cite des martyrs comme Lucie de Syracuse et Agathe de Catane. 

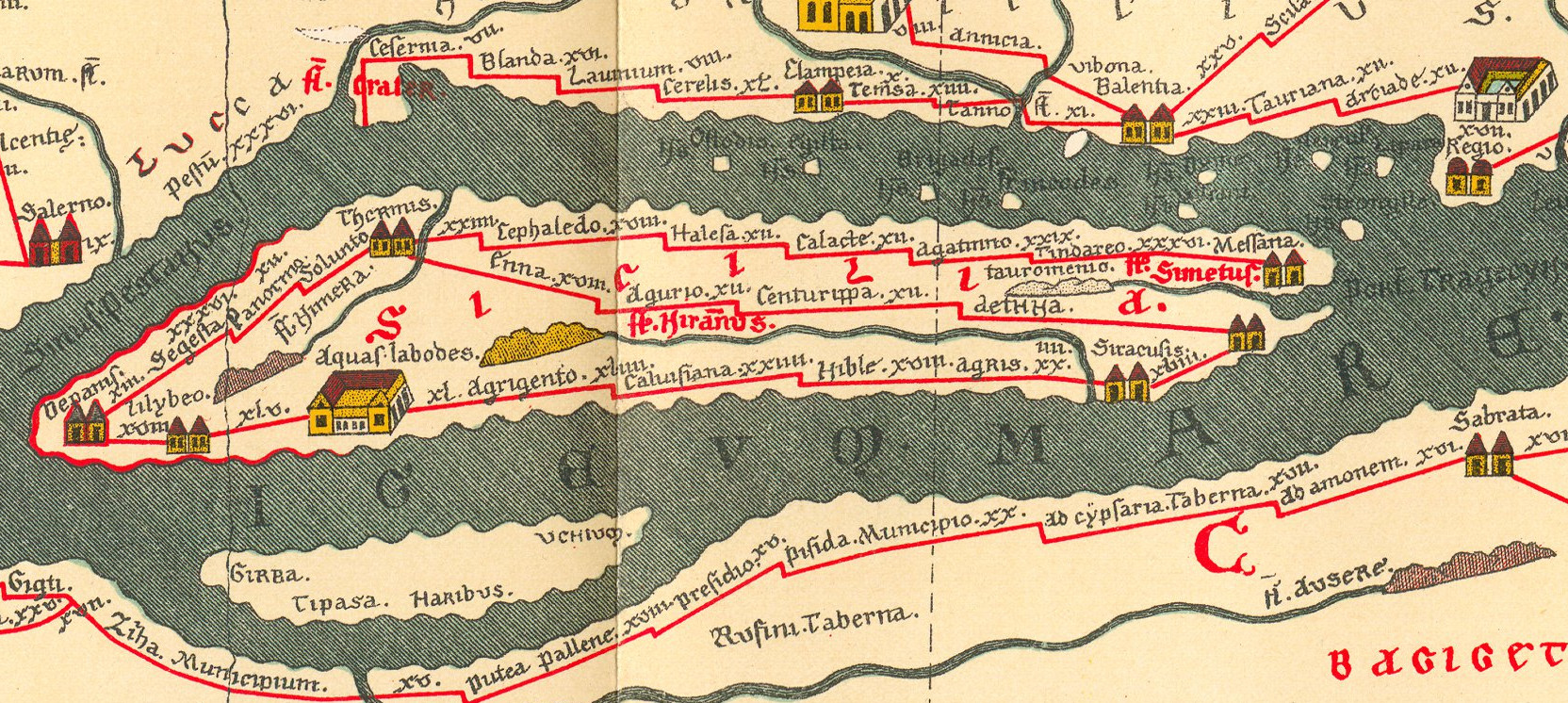
La Sicile selon la table de Peutinger, IVe s.

Les Vandales de Genséric, après s'être emparés de Carthage, mènent plusieurs razzias sur l'île et l'annexent à leur royaume en 468. En 491, c'est le royaume ostrogoth qui s'en empare. En 535, le général Bélisaire la conquiert au nom de l'Empire byzantin.